# Церква Успіння Пресвятої Богородиці (Дарахів)
Церква Успіння Пресвятої Богородиці в Дарахові — парафія і храм Теребовлянського деканату Тернопільсько-Бучацької єпархії Православної церкви України в селі Дарахів Тернопільського району Тернопільської области. Храм та дзвіниця оголошені пам'ятками архітектури місцевого значення (охоронні номери 466/1, 466/2).

## Історія церкви
Мурована церква була побудована в 1927 році замість старішої дерев'яної церкви, яка була побудована в 1778 році.
У 1915 році багато будівель у Дарахові були зруйновані, школа сильно постраждала, але сама церква вціліла. Церковні дзвони забрали росіяни, коли відступали в червні 1915 року. Люди залишилися, оскільки не було примусової евакуації, але багато хто помер під час наступних епідемій, і кількість загиблих вдалося встановити лише після закінчення війни.

## Парохи
- о. Антін Білинський (-1831+)
- о. Іван Темницький (1832, адміністратор)
- о. невідомий (1836—1859)
- о. Єронім Темницький (1859—1860, адміністратор)
- о. Іларій Домбцевський (1860—1861, адміністратор)
- о. невідомий (1861—1899+)
- о. Платон Карпинський (1898—1899, сотрудник)
- о. Богдан Домбцевський (1899—1901, адміністратор)
- о. Іван Маркевич (1901 — +1903)
- о. Зиновій Маркевич (1903—1904, адміністратор)
- о. Віктор Гарукс (1904—1918+)
- о. Юліян Барановський (1921—1944]
- о. Степан Суканець — нині[3].